# Senova D20
Pour les articles homonymes, voir D20.
La Senova D20 est un modèle d'automobile produite par BAIC sous la marque Senova. Initialement appelée Beijing Auto séries E lors de son lancement en 2012, elle a été renommée Senova D20 en 2014 avec le lancement de la marque Senova.

## Historique et description du modèle
La BAIC E150 a été présentée au salon de l'automobile de Shanghai en 2012, il s'agissait alors d'une segment de véhicule nouveau pour le constructeur, l'E130 est très similaire en apparence à la Mercedes-Benz Classe B.
Le E150 est pourvu d'un moteur de 1.5L et le E130 un moteur de 1.3L, tous deux en provenance de Mitsubishi.

### E150 EV
En mars 2014, une variante entièrement électrique appelée BAIC E150 EV voit le jour, pourvue d'une motorisation de 61 ch et 144 nm et est équipé d'une batterie de 25,6 kWh. La voiture peut atteindre un maximum de 125 km/h et obtenir 150 kilomètres sur une seule charge.

### Lifting et changement de nom
En novembre 2014, la BAIC série E a subi un restylage mineur de la carrosserie et elle est déplacée sous le nom de Senova D20 sur le marché chinois, elle possède un moteur de 1.3L de 99 ch et un moteur de 1.5L de 113 ch.

### Marché extérieur
La BAIC D20 était exposée à la Foire de la production algérienne de 2019, elle est vendue en Algérie et fabriquée dans l'usine BAIC à Batna, elle était à cette date la voiture la moins chère du pays.